# Веласко, Педро
Педро Пабло Веласко Арболеда (исп. Junior Nazareno Sornoza Moreira ; родился 26 сентября 1993 года в Эсмеральдас, Эквадор) — эквадорский футболист, полузащитник клуба «Барселона» Гуаякиль и сборной Эквадора.

## Клубная карьера
Веласко — воспитанник клуба «Депортиво Кито». 26 ноября 2010 года в матче против «Депортиво Куэнка» он дебютировал в эквадорской Примере. 29 января 2011 года в поединке против «Манты» Педро забил свой первый гол за «Депортиво Кито». В том же году он стал чемпионом Эквадора.
В начале 2013 года Веласко перешёл в «Барселону» из Гуаякиль. 11 марта в матче против «Макары» он дебютировал новую команду. 23 июня в поединке против «ЛДУ Лоха» Педро забил свой первый гол за «Барсу». В 2016 году он помог клубу выиграть чемпионат.

## Международная карьера
В 2013 году в составе молодёжной сборной Эквадора Хуниор принял участие в молодёжном чемпионате Южной Америки в Аргентине. На турнире он сыграл в матчах против команд Перу, Венесуэлы, Бразилии и дважды Уругвая.
9 июня 2017 года в товарищеском матче против сборной Венесуэлы Веласко дебютировал за сборную Эквадора.

## Достижения
Командные
 «Депортиво Кито»
- Чемпионат Эквадора — 2011

 «Барселона» Гуаякиль
- Чемпионат Эквадора — 2016